# EDELWEISS
EDELWEISS ist ein Experiment, mit dem versucht wird, neuartige Teilchen nachzuweisen, so genannte WIMPs, aus denen die von den Astronomen postulierte Dunkle Materie bestehen soll. Es ist Bestandteil des Laboratoire Souterrain de Modane an der Grenze zwischen Frankreich und Italien.
Das Experiment soll die Zusammenstöße solcher Teilchen mit Atomkernen messen; durch solche Zusammenstöße heizt sich die Probe (hochreines Germanium in zehn Proben von je 400 g in EDELWEISS II) um einige Millionstel Kelvin auf, und diese Aufheizung wird mit hochempfindlichen Thermometern gemessen. Die Probe selbst ist bis auf 20 Millikelvin über dem absoluten Nullpunkt abgekühlt. Zur Abschirmung vor kosmischer Strahlung ist das Experiment in einem Untergrundlaboratorium untergebracht. EDELWEISS ist ein Akronym für „Experience pour DEtecter Les Wimps En Site Souterrain“, übersetzt: Experiment für den Nachweis von WIMPs an einem unterirdischen Ort.
2011 berichtete die Kollaboration über die Ergebnisse von rund 14 Monaten ununterbrochenem Durchlauf des Experiments – es wurden vier Ereignisse als Kandidaten für Wechselwirkung mit WIMPs registriert bei erwartetem Untergrund von 3 Ereignissen, was der Kollaboration als Grundlage der Abschätzung oberer Schranken für den Wirkungsquerschnitt von WIMPs mit gewöhnlicher Materie diente.
Sprecher der Kollaboration ist Gilles Gerbier (CEA/Saclay).
Weitere große Experimente zur Suche nach Dunkler Materie in den 2000er Jahren waren das SuperCDMS Experiment in Minnesota und das Xenon100 Experiment im Gran-Sasso-Untergrundlabor.